# Bergshof
Der Bergshof stand in Birgel, einem Stadtteil von Düren in Nordrhein-Westfalen. 
Im frühen 15. Jahrhundert gelangte der Hof in den Besitz der Jülicher Familie von Berg, die das Haus Pimmenich als Jülicher Lehen innehatte. Die erste sichere urkundliche Erwähnung der Familie von Berg stammen aus dem Jahr 1609. 
Ein Johann Hermann von Berg wurde in diesem Jahr in Birgel geboren. Er promovierte im Jahre 1637 an der Universität Wien und lebte dann auf dem Bergshof in Birgel. Zu dieser Zeit scheint das Gut schon längere Zeit in Familienbesitz gewesen zu sein. Johann Hermann von Berg wurde Rat in Jülich und 1652 und 1661 Bürgermeister von Düren. Franz Hermann von Berg, fünftes Kind des Johann Hermann, übernahm den Hof „mit seinen Rechten und Pflichten“ als Erbförster. 
Nach 1700 verkaufte dessen Sohn Franz Arnold das Gut an den damaligen Besitzer der Burg Birgel Anton Ricker und übersiedelte mit seiner Familie nach Düren. Fest steht, dass Anton Ricker noch 1776 Besitzer des Gutes war. Die zum Hof gehörenden Waldgebiete und Ländereien müssen im beginnenden 19. Jahrhundert vom Hof getrennt und hauptsächlich dem Forstamt Wenau zugeteilt worden sein. Der Hof wird 1902 in einer Festschrift der Birgeler Kirche ein letztes Mal erwähnt. 
Heute ist nichts mehr von den Gebäuden des Bergshofes zu finden. Nur ein steinernes Kreuz aus dem Jahr 1660 erinnert noch an Johann Hermann von Berg und seine Frau Catharina von Kreps. Es stand ehemals an der Ecke Bergstraße/Monschauer Landstraße.